# روبرت واليس
روبرت واليس (بالإنجليزية: Robert Wallis)‏ (1907 في المملكة المتحدة - ) هو لاعب كرة قدم بريطاني في مركز حراسة المرمى. لعب مع بورت فايل.